# Dendrobium heyneanum
Dendrobium heyneanum är en orkidéart som beskrevs av John Lindley. Dendrobium heyneanum ingår i släktet Dendrobium, och familjen orkidéer. Inga underarter finns listade i Catalogue of Life.